# Radikala politiska partiet
Radikala politiska partiet, de Politieke Partij Radikalen (PPR) var ett nederländskt kristligt socialt parti, bildat den 27 april 1968, av avhoppare från Katolska Folkpartiet och Antirevolutionära partiet.
1989 gick man samman med Pacifistiska socialistpartiet, Nederländernas kommunistiska parti och Evangeliska folkpartiet och bildade det nya partiet Grön vänster.